# Điệu nhảy đường phố

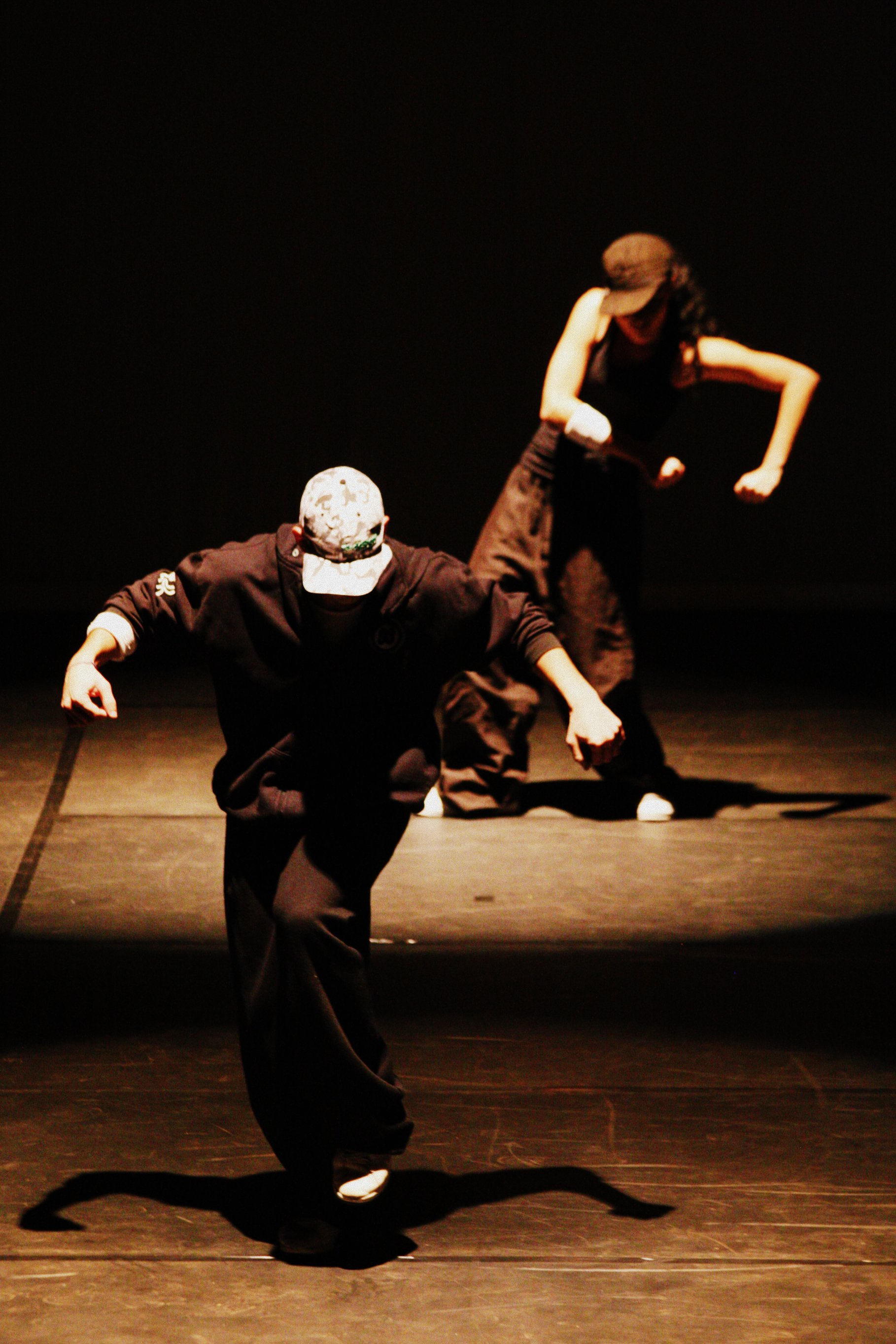
Hai vũ công đường phố đang tham gia biểu diễn tại Cuộc thi Vũ điệu URBANOS ở Brasil.

Điệu nhảy đường phố hay còn có những tên gọi khác như vũ điệu đường phố hoặc bước nhảy đường phố, là một phong cách vũ đạo phát triển từ bên ngoài các phòng tập tại bất kỳ không gian mở nào khả thi ví dụ như trên đường phố, trong các bữa tiệc nhảy, tiệc đường phố, trong công viên, khuôn viên trường học, trong các buổi đi quẩy hay tại các hộp đêm, vũ trường. Điệu nhảy đường phố cũng là một dạng điệu nhảy bản địa diễn ra trong bối cảnh đô thị.